# Soile Isokoski
Kammersänger Soile Marja Isokoski es una soprano lírica finlandesa nacida el 14 de febrero de 1957 en Posio, Finlandia. Se especializa en el repertorio de óperas y canciones de Mozart y Strauss.
Junto a Karita Mattila, Camilla Nylund, Monica Groop, Lilli Paasikivi, Jorma Hynninen y Matti Salminen, uno de los más distinguidos exponentes del canto lírico de Finlandia.

## Biografía
Graduada de la Academia Sibelius en Helsinki en 1986, ganó el Concurso Lappeenranta en 1987 y posteriormente el segundo premio en el BBC Singer of the World en Cardiff. Trabajando como solista en una iglesia del norte de Finlandia fue contratada por la Ópera de Finlandia donde debutó como Mimi en La Boheme de Puccini permaneciendo con la compañía hasta 1994.
Su carrera internacional la ha llevado a cantar en las grandes casas líricas europeas como Wiener Staatsoper (Viena), Théâtre du Châtelet, Opéra Bastille, La Scala, Deutsche Oper Berlín, Staatsoper Unter den Linden (Berlín), Semperoper de Dresde, las óperas de Hamburgo, Colonia, Berlín y Múnich, los festivales de Salzburgo, Edimburgo, Orange, Festival de Tanglewood y Savonlinna y el Metropolitan Opera de New York donde debutó en 2002 como la Condesa Almaviva en Las bodas de Fígaro de Mozart y la Ópera de San Francisco como la Mariscala de El caballero de la rosa de Richard Strauss.
Su repertorio abarca óperas de Mozart (Condesa, Fiordiligi, Doña Elvira), Puccini (Mimi y Liu), Wagner (Elsa y Eva), Strauss (Mariscala, Ariadna, Daphne, Madeleine), Chaikovski (Tatiana), Britten (Ellen), Gounod (Margarita), Verdi (Amelia, Desdémona, Alice Ford) y Bizet (Micaela).
Es una notable recitalista del repertorio sinfónico-coral y liederístico y de su país actuando a menudo acompañada por Marita Viitasalo en New York, Washington D. C., Fort Lauderdale, Viena, Londres, París, Ámsterdam, Berlín, Múnich, Roma, Atenas, Moscú, St. Petersburg y Tokio.
Ha sido requerida por directores de la talla de John Eliot Gardiner, Neeme Järvi, Seiji Ozawa, Daniel Barenboim, Colin Davis, Bernard Haitink, Yehudi Menuhin, Riccardo Muti, Claudio Abbado, Simon Rattle, Valery Gergiev, Vladímir Ashkenazi, James Levine, Daniele Gatti, Donald Runnicles, Marek Janowski y sus compatriotas Okko Kamu, Jukka-Pekka Saraste, Esa-Pekka Salonen, Leif Segerstam, Sakari Oramo y Osmo Vänskä.
Su versión de las Cuatro últimas canciones de Richard Strauss suscitó comparaciones con la legendaria Elisabeth Schwarzkopf. 
Es notable intérprete de la obra de Aulis Sallinen, Rautavaara, Jean Sibelius, Hugo Wolf, Schubert y Mahler.
Ha recibido la Medalla Sibelius en 2007 y en 2008 fue nombrada Cantante de la Corte de Viena( Kammersängerin).

## Repertorio
- Così fan tutte "Fiordiligi" (Mozart)
- Don Giovanni "Donna Elvira" (Mozart)
- Las bodas de Figaro "Countess " (Mozart)
- La flauta mágica "Pamina " (Mozart)
- Otello "Desdemona" (Verdi)
- Falstaff "Alice Ford" (Verdi)
- Simon Boccanegra "Amelia" (Verdi)
- Die Meistersinger von Nürnberg  "Eva" (Wagner)
- Lohengrin "Elsa" (Wagner)
- Der Freischütz "Agathe" (Weber)
- La novia vendida "Marenka " (Smetana)
- Der Rosenkavalier "Marschallin"  (Richard Strauss)
- Capriccio "Countess" (Richard Strauss)
- Ariadne auf Naxos "Ariadne" (Richard Strauss)
- Dafne "Dafne" (Richard Strauss)
- The Tales of Hoffmann "Antonia" (Offenbach)
- Faust "Marguerite" (Gounod)
- La Juive "Rachel" (Halévy)
- La bohème "Mimi" (Puccini)
- Turandot "Liù" (Puccini)
- Carmen "Micaëla" (Bizet)
- Eugene Onegin "Tatjana" (Chaikovski)
- Peter Grimes "Ellen Orford" (Britten)
- Diálogos de carmelitas "Madame Lidoine" (Poulenc)

## Discografía de referencia
- Artist Portrait Schubert, Schumann, Grieg, Sibelius
- Beethoven: Symphonie 9
- Brahms: Eine Deutsches Réquiem
- Chausson: Poema del amor y del mar, Berlioz, Les nuits d'eté
- Halévy: La Juive
- Mendelssohn: Elias, op. 70
- Mendelssohn: Paulus, op. 36
- Mahler: Symphonie 4
- Mahler: Symphonie 2
- Mahler: Symphonie 8
- Mozart: Arias
- Mozart: Così fan tutte
- Mozart: Don Giovanni
- Rautavaara: Cantos, Die Liebenden
- Sibelius: Luonnotar
- Sibelius: Finlandia
- Sibelius: Kullervo
- Sibelius: Conferment and Coronation Cantatas
- Schumann : Liederkreis Op. 39, Frauenliebe und Leben
- Schubert: Lieder
- Strauss: Cuatro últimas canciones
- Strauss: Lieder
- Wolf: Italienisches Liederbuch con Bo Skovhus
- Zemlinsky: Der Zwerg
- Zemlinsky: Lyrische Symphonie

## Literatura
- Kuusisaari, Harri: Duo: Soile Isokoski ja Marita Viitasalo. Minerva Kustannus, 2007. ISBN 978-952-492-060-5
- Koskinen, Mari: Soile Isokoski: laulajan tie. Lopputyö Sibelius-Akatemia, Kuopion osasto, Kuopio 2003
- Salmela, Annmari, (toim.): Tärkeintä elämässä, p. 11-23. Kirjapaja, 2002. ISBN 951-625-886-7.